# Voorne-Putten
Voorne-Putten is een dubbeleiland van 220 km² in de Nederlandse provincie Zuid-Holland. Het gebied, ten zuiden van Rotterdam, omvat de gemeenten Voorne aan Zee en Nissewaard met gezamenlijk ruim 150.000 inwoners (2020).

## Geografie
Het gebied grenst in het noorden aan het Brielse Meer, het Hartelkanaal en de Oude Maas, in het zuiden aan het Spui en de Haringvliet en in het westen aan de Noordzee.
Het dubbeleiland bestaat uit de eilanden Voorne en Putten, die gescheiden waren door de Bernisse. Ten gevolge van de verzanding van dit water zijn de twee eilanden vanaf de 15e eeuw aan elkaar gegroeid en vervolgens door middel van bruggen, tunnels en dammen met de rest van de provincie verbonden. De Bernisse is in de jaren 1970 uitgebaggerd en opnieuw verbreed.
Dwars door Voorne loopt het Kanaal door Voorne, ook Voorns(e) Kanaal genoemd. 
De voornaamste plaatsen op Voorne-Putten zijn de stad Spijkenisse, het oude vestingstadje Brielle, de voormalige marinehaven Hellevoetsluis en de badplaatsen Rockanje en Oostvoorne. Bezienswaardig zijn de historische tolstadjes Heenvliet en Geervliet aan weerszijden van de Bernisse. Brielle mag zich de officieuze hoofdstad van het eiland noemen, alhoewel Spijkenisse met haar voorzieningen een centrale rol speelt. De meeste toeristen komen af op het watersportcentrum Brielle, maar vooral op de beide badplaatsen.
Het westen van Voorne wordt in beslag genomen door een belangrijk natuurgebied, Voornes Duin, met duinvalleien en een rijk vogelleven. Het is het oudste deel van het eiland, en het heeft vroeger één geheel gevormd met Goeree, dat de naam Westvoorn droeg. Het huidige Voorne heette toen Oostvoorne, een naam die voortleeft in het dorp Oostvoorne, het oudste op het eiland. Hier resideerden de Heren van Voorne, in een burcht op een kunstmatige heuvel.

## Geschiedenis
Vanwege overstromingen in het gebied was bewoning voor 1100 op Voorne-Putten alleen mogelijk op hoger gelegen delen. Restanten van bewoning uit de prehistorie zijn daarom alleen teruggevonden langs kreekruggen, zoals langs de Bernisse en bij Hekelingen. Ook uit de vroege middeleeuwen zijn sporen van bewoning bekend. Van één handelsnederzetting uit die periode, Witla, is het vermoeden dat deze op Voorne-Putten lag, langs de Bernisse. Deze zou in 836 verwoest zijn door invallende Noormannen, waarna restanten zijn weggespoeld door de Maas. De bewoning bleef tot aan de latere middeleeuwen beperkt maar raakte daarna in een stroomversnelling.
Vanaf de elfde tot in de vijftiende eeuw werd het gebied ingedijkt om het te beschermen tegen het water. Hierdoor kon het land ontgonnen worden voor de landbouw. De Bernisse verzandde gedurende de zestiende eeuw waardoor de twee eilanden samengroeiden. De opdracht voor het ontginnen kwam van de heren van Voorne en van Putten, die het gewonnen land in bezit kregen. De uitvoering lag waarschijnlijk bij Vlaamse abdijen.
Na 1200 werd de rest van Voorne-Putten ingedijkt. In 1371 werd Voorne voorgoed een deel van het gewest Holland.
De belangrijkste wegen op Voorne-Putten waren begin 20e eeuw bedekt met grind of geheel onverhard (zand- en kleiwegen) en waren hooguit drie meter breed. Vanaf 1919 waren er al plannen gemaakt om dit te verbeteren en waren er pogingen gedaan om tot overeenstemming te komen, maar steeds zonder resultaat. In 1924 liet de De Zuid-Hollandsche Vereeniging Het Groene Kruis weten te willen helpen bij de aanleg van een goede weg, zodat zieken en gewonden sneller en veiliger naar de Rotterdamse ziekenhuizen konden worden vervoerd. Vele gemeentebesturen schaarden zich achter het plan en in 1926 ook de provincie. De Groene Kruisweg werd gerealiseerd tussen 1930-1934 en was de eerste geasfalteerde weg op Voorne-Putten.
Van 1906 tot de opheffing in 1964, met een onderbreking in en kort na de Eerste Wereldoorlog, reed 's zomers een tram van de RTM van Rotterdam naar de badplaats Oostvoorne, waar hij stopte op de boulevard.

## Gemeenten en plaatsen op Voorne-Putten

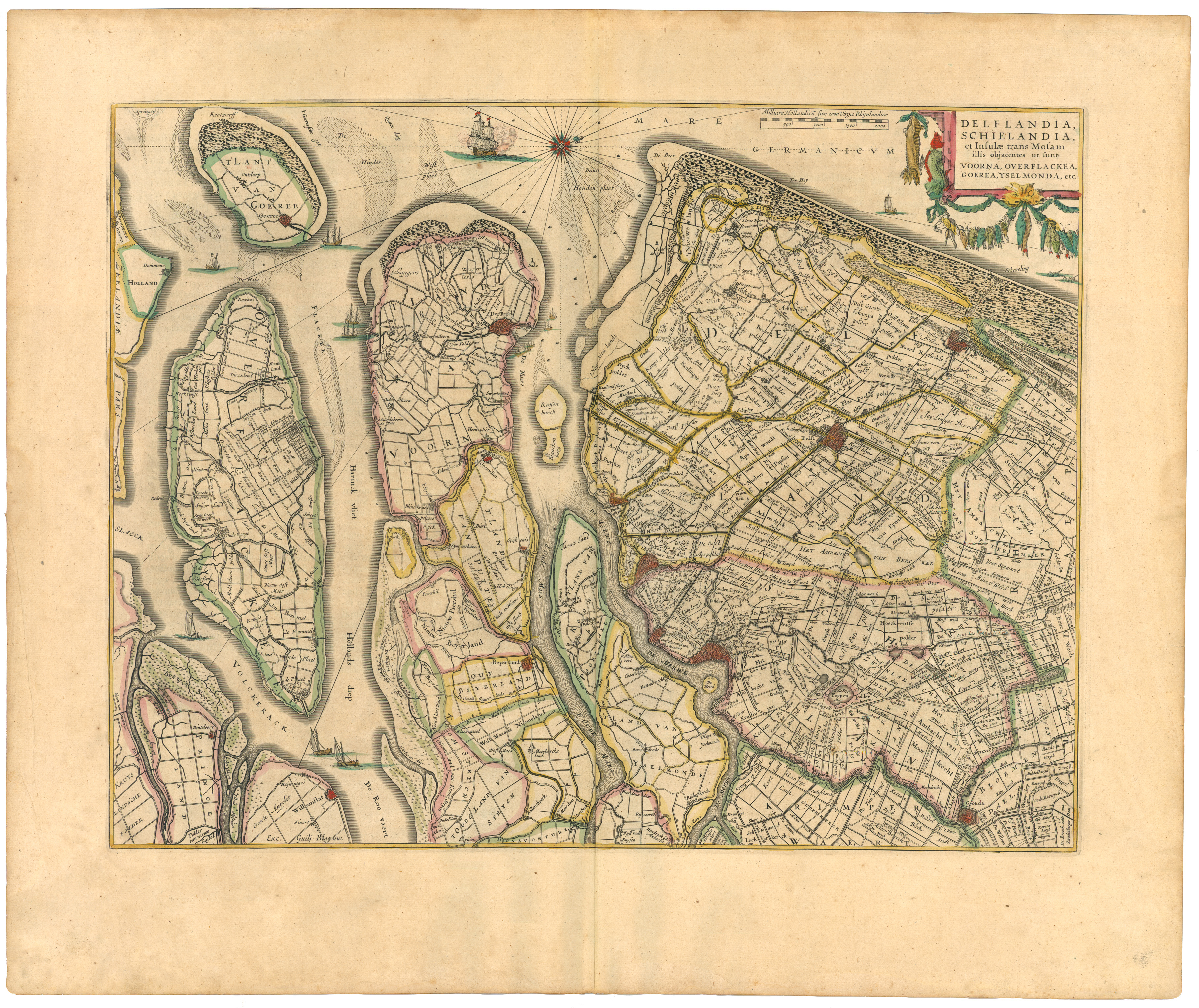
Voorne-Putten en omgeving op een kaart van Blaeu uit 1645. Het noorden is rechts.

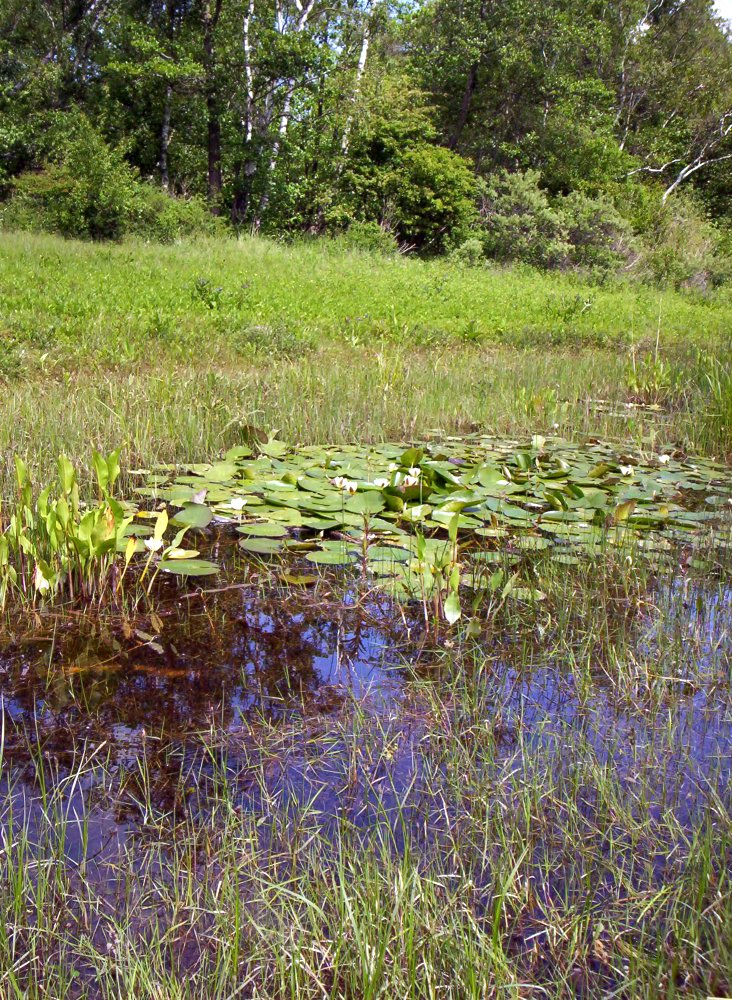
Het Waterbos in het natuurgebied Voornes Duin

Op Voorne-Putten liggen de volgende gemeenten (sinds de herindelingen van 1980, 2015 en 2023) en plaatsen:
Op Voorne:
- Gemeente Voorne aan Zee: Oostvoorne - Rockanje - Tinte -  Brielle - Vierpolders - Zwartewaal - Hellevoetsluis - Nieuw-Helvoet - Nieuwenhoorn - Oudenhoorn
- Gedeelte van de gemeente Nissewaard: Abbenbroek - Heenvliet - Zuidland

Op Putten:
- Gedeelte van de gemeente Nissewaard: Beerenplaat - Biert - Geervliet - Hekelingen - Simonshaven - Spijkenisse

## Media
- LINQ Media, regionale omroep

## Kaart
Alblasserwaard¹ · Beijerland · Betuwe¹ · Bollenstreek¹ · Delfland · Drechtsteden · Eiland van Dordrecht · Goeree-Overflakkee · Groene Hart¹ · Hoeksche Waard · Holland¹ · Hollandse Biesbosch · IJsselmonde · Krimpenerwaard · Prins Alexanderpolder · Randstad¹ · Rijnland¹ · Rijnmond · Rivierengebied¹ · Schelde- en Maasdelta¹ · Schieland · Tielerwaard¹ · Tiengemeten · Voorne-Putten · Westland · Zuidplaspolder · Zwijndrechtse Waard
¹  ligt ook buiten Zuid-Holland